# Oliver Abildgaard
Oliver Abildgaard Nielsen (* 10. června 1996) je dánský fotbalový záložník hrající za Aalborg Boldspilklub a reprezentační výběr do 21 let.

## Klubová kariéra

### Aalborg Boldspilklub
Abildgaard je odchovancem Aalborgu. Do prvního týmu byl přesunut v létě 2015. V prvním týmu debutoval 20. července 2015 proti Esbjergu. V utkání zavinil penaltu, ale podařilo se mu vstřelit gól a utkání tak skončilo 1:1. V červenci 2019 o něj projevila zájem pražská Sparta.